# Giustizierato
Il termine giustizierato designava in epoca normanna, sveva e angioina ogni distretto amministrativo in cui era suddiviso il Regno di Sicilia, retto da un funzionario di nomina imperiale o reale, il giustiziere, che rappresentava l'autorità sovrana a livello locale.
A differenza delle moderne province, i giustizierati non avevano un vero e proprio capoluogo (fatta forse eccezione per l'epoca sveva); probabilmente i giustizieri stessi erano tenuti a recarsi di volta in volta nei diversi centri abitati (demaniali o infeudati che fossero) per dirimere le controversie e assicurare la giustizia.

## Giustizierati decretati da Ruggero II
Intorno al 1140, più o meno contestualmente all'indizione delle Assise di Ariano, re Ruggero II applicò il sistema dei giustizierati all'intero territorio del suo regno. Si ignora però quali e quanti fossero i giustizierati rogeriani, anche se pare che almeno in qualche caso il ruolo di giustiziere fosse assegnato ai feudatari più potenti. I giustizierati non dovevano comunque avere una sede fissa e anche i loro confini dovevano essere (almeno in una prima fase) mal definiti.

## Giustizierati decretati da Federico II
Gli undici distretti stabiliti da Federico II nell'agosto del 1231 (Costituzioni di Melfi), furono poi istituiti in tempi diversi; così, ad esempio, il giustizierato d'Abruzzo (Justitiaratus Aprutii) fu attivato soltanto nel 1233. Inoltre, almeno fino a tale anno la Terra di Bari e la Terra d'Otranto dovevano costituire un unico giustizierato di Puglia. Secondo l'ubicazione geografica possono essere distinti in:
- a) Peninsulari
  1. Abruzzo
  2. Basilicata
  3. Calabria
  4. Capitanata
  5. Principato e Terra Beneventana
  6. Terra di Bari
  7. Terra di Lavoro e Contado di Molise
  8. Terra d'Otranto
  9. Valle di Crati e Terra Giordana
- b) Insulari
In base al decorso del fiume Salso:
  1. Sicilia al di qua del Salso
  2. Sicilia al di là del Salso.

## Giustizierati decretati da Carlo d'Angiò

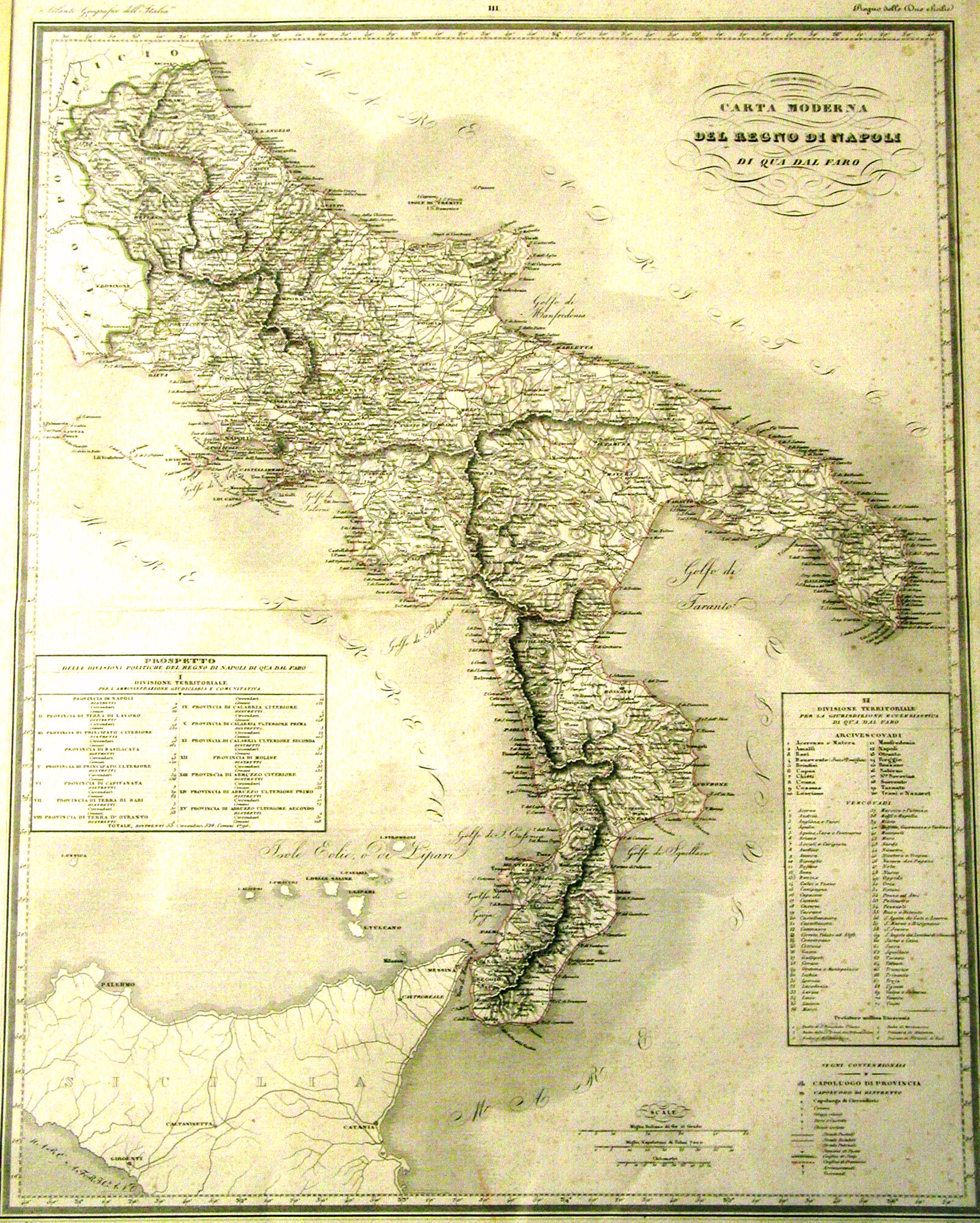
Il regno di Napoli

Il 5 ottobre 1273 Carlo I d'Angiò sancì col diploma di Alife la suddivisione dell'Abruzzo, considerato un distretto troppo esteso per essere ben amministrato e difeso, trovandosi all'estremo limite settentrionale del regno. Si preferì seguire un confine naturale, il corso del fiume Aterno-Pescara, determinando a nord il giustizierato d'Abruzzo ulteriore (Ultra flumine Piscaria) e a sud il giustizierato d'Abruzzo citeriore (Citra flumine Piscaria).
Negli anni seguenti anche la Calabria fu smembrata in due giustizieriati separati (uno Ulteriore e l'altro Citeriore), usando come confine il fiume Neto (Nethum).
Lo stesso destino toccò inoltre al giustizierato di Principato, che pure fu scisso: nacquero così il Principato Ultra (a nord) e il Principato Citra (a sud), separati anche in questo caso da un confine naturale, nello specifico la catena dei monti Picentini.
Nel 1282 con la guerra del Vespro, scaturita in seguito all'insurrezione siciliana (Vespri siciliani) e conclusa anni dopo con la pace di Caltabellotta (31 agosto 1302), la Sicilia si rese indipendente dalla parte continentale del regno (la capitale era già stata trasferita da Palermo a Napoli); di conseguenza, gli angioini persero la parte insulare del regno, i distretti siciliani.

## La fine del sistema dei giustizierati
In epoca aragonese, per effetto di un ampio progetto di riforme, i giustizieri furono sostituiti da altri funzionari di nomina regia e gli stessi giustizierati furono sostituiti dalle province del Regno di Napoli.

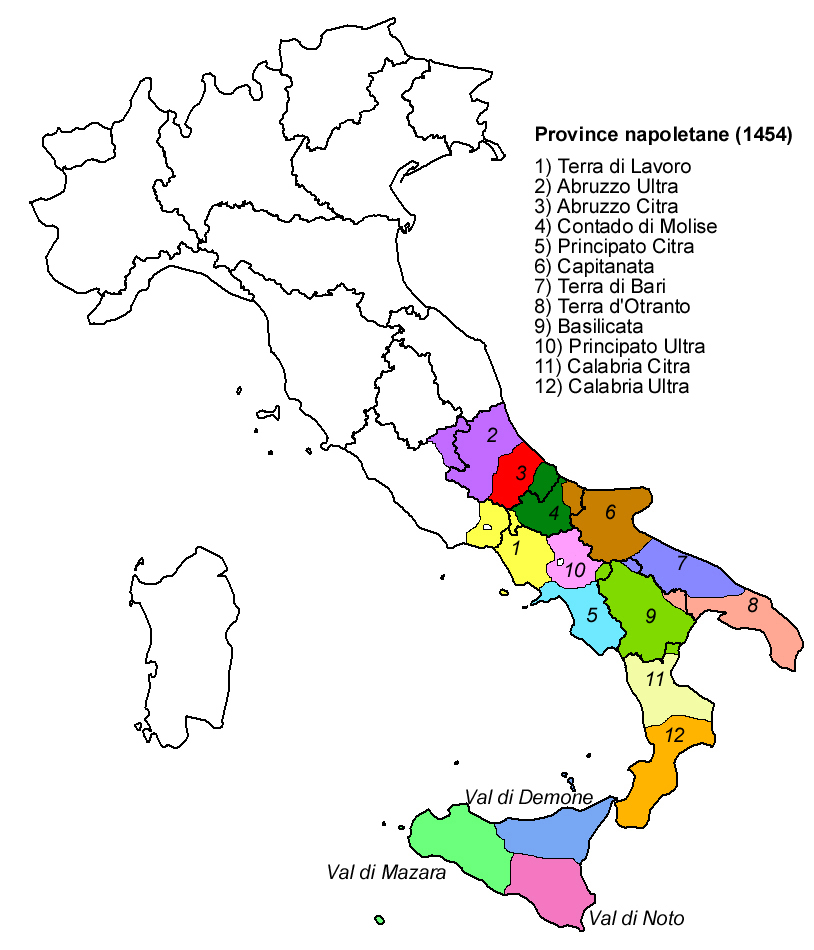
Province napoletane (continente) e valli siciliani nel 1454, in raffronto ai moderni confini regionali